# 対空レーダ装置 JTPS-P25
対空レーダ装置 JTPS-P25（たいくうレーダそうち ジェイティーピーエスピーにじゅうご）は、陸上自衛隊の装備。対空警戒用のレーダー装置として高射特科部隊に配備される。

## 概要
三菱電機が開発・製造している。対空レーダ装置 JTPS-P14の後継として2012年度から配備が始まった。
重装輪回収車ベースの車両に搭載されている。地上設置時は、固定脚を伸ばして機器を安定させる。
対空戦闘指揮統制システム（ADCCS）の構成要素であり、中高度から高高度より侵入する敵を探知する。4面のフェイズド・アレイ・アンテナで全周の連続監視ができる。目標の検出・識別・類別・追随を自動で行う機能を持つ。最大探知距離は約300kmで、JTPS-P14と比べてステルス機、巡航ミサイル、高速小型目標等を探知しやすくなった。対空戦闘指揮統制システム表示方式はPPI方式で、電源は115V/200V・400Hz・135kVAである。

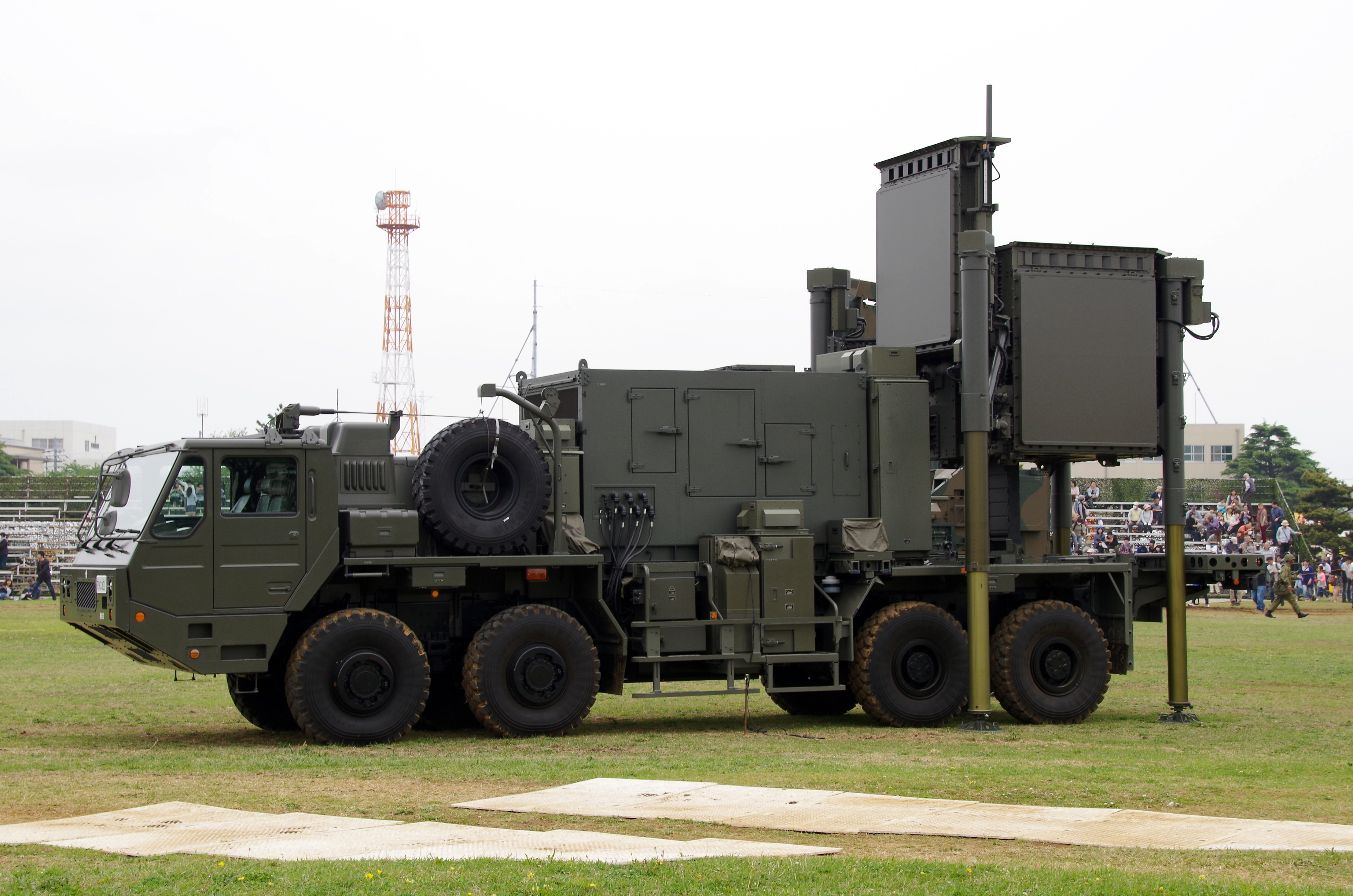
全体像

## 配備部隊・機関
- 陸上自衛隊高射学校
  - 第2教育部
  - 高射教導隊

- 北部方面隊
  - 第1高射特科団
    - 第1高射特科団本部付隊[1]
- 西部方面隊
  - 第2高射特科団
    - 第2高射特科団本部付隊

第15旅団
- 第15高射特科連隊
  - 本部管理中隊[2]

### 導入歴
2023年（令和5年）1月27日：第１高射特科団が、対空レーダ装置P25の火入れ式を実施。 対空レーダ装置P25の導入は陸上自衛隊として3台目であり、北部方面隊としては第１高射特科団本部付隊が初めてとなる。